# Mycalesis centralis
Mycalesis centralis är en fjärilsart som beskrevs av Condamin 1968. Mycalesis centralis ingår i släktet Mycalesis och familjen praktfjärilar. Inga underarter finns listade i Catalogue of Life.